# Merilintujärvi, Norrbotten
Merilintujärvi är en sjö i Pajala kommun i Norrbotten och ingår i Torneälvens huvudavrinningsområde.